# Wereldkampioenschappen roeien 1988
De 18e editie van de wereldkampioenschappen roeien werd in 1988 gehouden in Milaan, Italië. In dit Olympisch jaar werden alleen de onderdelen van de "lichte klasse" gehouden.

## Medaillewinnaars

### Mannen
| Bootklasse              | Goud | Goud | Zilver | Zilver | Brons | Brons |
| Lichte skiff LM1x       | Alwin Otten |      | Frans Goebel |        | Ruggero Verroca |       |
| Lichte dubbel twee LM2x | Italië Enrico Gandola Giovanni Calabrese |      | West-Duitsland Hartmut Schäfer Roland Ehrenfels                                                                                      |        | Nederland Theo Nieuweboer Jan van Bekkum |       |
| Lichte vier zonder LM4- | Italië Mauro Torta Dario Longhin Massimo Lana Nerio Gainotti                                                                                         |      | Verenigd Koninkrijk Rob Williams Nicholas Howe Richard Metcalf Michael Diserens                                                      |        | West-Duitsland Thomas Palm Erik Ring Gerd Meyer Sebastian Franke\|                                                                          |       |
| Lichte acht LM8+        | Italië Alfredo Striani Andrea Re Stefano Spremberg Maurizio Losi Fabrizio Ravasi Enrico Barbaranelli Sabino Bellomo Vittorio Torcellan Luigi Velotti |      | Verenigde Staten Jeff Pfaendtner Mike Tuchen Luke Nelson John Irvine Tom White Edward Hewitt Tim Howell Tim O'Brien Michael O'Gorman |        | Denemarken Peter Lund Bo Vestergaard Niels Henriksen Jesper Vedel Flemming Meyer Lars Rasmussen Vagn Nielsen Svend Blitskov Stephen Masters |       |

### Vrouwen
| Bootklasse              | Goud                                                   | Goud | Zilver                                                                   | Zilver | Brons                                                                       | Brons |
| Lichte skiff LW1x       | Kris Karlson                                           |      | Angela Schuster                                                          |        | Maria Sava                                                                  |       |
| Lichte dubbel twee LW2x | Nederland Laurien Vermulst Ellen Meliesie              |      | Frankrijk Christine Liegeois Alene Peyrat                                |        | Verenigd Koninkrijk Gillian Bond Caroline Lucas                             |       |
| Lichte vier zonder LW4- | China Zeng Meilan Zhang Huajie Lin Zhi-ai Liang Sanmei |      | Australië Brigid Cassells Leeanne Whitehouse Marina Cade Justine Carroll |        | West-Duitsland Christiane Zimmer Claudia Engels Sonja Petri Kathrin Schamck |       |

## Medaillespiegel
| Plaats | Land                | Goud | Zilver | Brons | Totaal |
| 1      | Italië              | 3    | 0      | 1     | 4      |
| 2      | West-Duitsland      | 1    | 2      | 2     | 5      |
| 3      | Nederland           | 1    | 1      | 1     | 3      |
| 4      | Verenigde Staten    | 1    | 1      | 0     | 2      |
| 5      | China               | 1    | 0      | 0     | 1      |
| 6      | Verenigd Koninkrijk | 0    | 1      | 1     | 2      |
| 7      | Australië           | 0    | 1      | 0     | 1      |
| 7      | Frankrijk           | 0    | 1      | 0     | 1      |
| 9      | Denemarken          | 0    | 0      | 1     | 1      |
| 9      | Roemenië            | 0    | 0      | 1     | 1      |
| Totaal | Totaal              | 7    | 7      | 7     | 21     |

Edities

1962 Luzern · 
1966 Bled · 
1970 St. Catharines · 
1974 Luzern · 
1975 Nottingham · 
1976 Villach · 
1977 Amsterdam · 
1978 Hamilton (alleen zwaar) · 
1978 Kopenhagen (alleen licht) · 
1979 Bled · 
1980 Hazewinkel · 
1981 München · 
1982 Luzern · 
1983 Duisburg · 
1984 Montréal · 
1985 Hazewinkel · 
1986 Nottingham · 
1987 Kopenhagen · 
1988 Milaan · 
1989 Bled · 
1990 Lake Barrington · 
1991 Wenen · 
1992 Montréal · 
1993 Račice · 
1994 Indianapolis · 
1995 Tampere · 
1996 Motherwell · 
1997 Aiguebelette · 
1998 Keulen · 
1999 St. Catharines · 
2000 Zagreb · 
2001 Luzern · 
2002 Sevilla · 
2003 Milaan · 
2004 Banyoles · 
2005 Gifu · 
2006 Eton · 
2007 München · 
2008 Ottensheim · 
2009 Poznań · 
2010 Hamilton · 
2011 Bled · 
2012 Plovdiv · 
2013 Chungju · 
2014 Amsterdam ·
2015 Aiguebelette ·
2016 Rotterdam ·
2017 Sarasota ·
2018 Plovdiv ·
2019 Ottensheim ·
2020 Bled ·
2021 Shanghai ·
2022 Račice ·
2023 Belgrado ·
2024 St. Catharines ·
2025 Shanghai · 
2026 Amsterdam

Onderdelen

Skiff · 
Lichte skiff · 
Dubbel twee · 
Lichte dubbel twee · 
Twee zonder · 
Lichte twee zonder · 
Twee met

Dubbel vier · 
Dubbel vier met · 
Lichte dubbel vier · 
Vier zonder · 
Lichte vier zonder · 
Vier met · 
Acht · 
Lichte acht